# Танбридж (Вермонт)
Танбридж (англ. Tunbridge) — місто (англ. town) в США, в окрузі Орандж штату Вермонт. Населення — 1337 осіб (2020).

## Демографія
Згідно з переписом 2010 року, у місті мешкали 1284 особи в 556 домогосподарствах у складі 361 родини. Було 764 помешкання
Расовий склад населення:
| - 98,0 % — білих - 0,7 % — чорних або афроамериканців - 0,4 % — корінних американців - 0,2 % — азіатів |

До двох чи більше рас належало 0,7 %. Частка іспаномовних становила 0,4 % від усіх жителів.
За віковим діапазоном населення розподілялося таким чином: 19,0 % — особи молодші 18 років, 66,0 % — особи у віці 18—64 років, 15,0 % — особи у віці 65 років та старші. Медіана віку мешканця становила 45,5 року. На 100 осіб жіночої статі у місті припадало 98,1 чоловіків;  на 100 жінок у віці від 18 років та старших — 97,7 чоловіків також старших 18 років.
Середній дохід на одне домашнє господарство  становив 82 388 доларів США (медіана — 61 094), а середній дохід на одну сім'ю — 93 214 долари (медіана — 74 444). Медіана доходів становила 42 070 доларів для чоловіків та 40 450 доларів для жінок. За межею бідності перебувало 5,7 % осіб, у тому числі 3,8 % дітей у віці до 18 років та 3,6 % осіб у віці 65 років та старших.
Цивільне працевлаштоване населення становило 728 осіб. Основні галузі зайнятості: освіта, охорона здоров'я та соціальна допомога — 33,5 %, виробництво — 15,1 %, роздрібна торгівля — 9,3 %, будівництво — 8,0 %.